# Nitrato d'argento
Nitrato d'argento és una pel·lícula italiana de 1996, l'últim treball dirigit per Marco Ferreri.

## Argument
La pel·lícula recorre la història i l'evolució (tant tècnica com artística) del cinema. Presenta una visió general dels diferents avenços tecnològics (el "mut", l'arribada del so, l'ús del color) i els gèneres (des del western fins als primers grans humoristes, des de la comèdia fins al cinema d'art, passant pel cinema social, guerra, "polítics"; a documentals, pel·lícules musicals, òpera, ciència-ficció). També hi ha moltes pistes sobre els canvis culturals que es van produir durant el segle xx. El títol fa referència a un dels compostos químics fotosensibles presents a les pel·lícules fotogràfiques o cinematogràfiques.

## Repartiment
- Iaia Forte: dona donant a llum al cinema
- Marc Bergman: Mario
- Éric Berger: Mark
- Sabrina La Loggia: dona que alleta
- Doriana Bianchi: Mara
- Fabio De Luigi: Fabio

## Producció
Al plató de la pel·lícula el director Pappi Corsicato va rodar el curtmetratge Argento puro.

## Distribució
Es va presentar com a esdeveniment especial a la 53a Mostra Internacional de Cinema de Venècia